# Mats Thulin (konstnär)
Mats Ingemar Thulin, född 15 maj 1910 i Växjö stadsförsamling, Kronobergs län, död där 6 februari 1943, var en svensk målare och tecknare. 
Han var son till adjunkten Anders Johan Thulin och Inez Mathilda Ohrlander. Efter studentexamen 1929 studerade han vid Kungliga tekniska högskolan med avsikt att bli arkitekt men avbröt dessa för att studera konst. Han var elev vid Otte Skölds målarskola 1937 och bedrev därefter självstudier i Frankrike och Tyskland. Separat ställde han ut på Smålands museum i Växjö 1940 och han medverkade i flera samlingsutställningar. Hans konst består av landskapsskildringar från Stockholm,  Växjö och Gotland. Thulin är representerad vid Smålands museum i Växjö.